# Wybrał ich Bóg
Wybrał ich Bóg – książka przedstawiająca życiorysy świętych i błogosławionych redemptorystów. Wydana została w 1998 roku przez wydawnictwo Homo Dei, związane z polskimi redemptorystami. 
W książce przedstawione są życiorysy:
- św. Alfonsa Maria de Liguori,
- bł. Januarego Marii Sarnelli,
- św. Gerarda Majelli,
- św. Klemensa Hofbauera,
- św. Jana Neumanna,
- bł. Piotra Dondersa,
- bł. Kaspra Stanggassingera,
- sł.B. Bernarda Łubieńskiego,
- bł. Marii Celeste Crostarosy.

W redakcji książki udział wzięli:
- A. Bazielich      CSsR
- B. Słota          CSsR
- J. Serafin        CSsR
- W. Łątkowski      CSsR
- B. Szewczyk       CSsR